# Nakatsugawa
Nakatsugawa (Japans: 中津川市, Nakatsugawa-shi) is een stad in de prefectuur Gifu op het eiland Honshu in Japan. De stad heeft een oppervlakte van 676,38 km² en eind 2020 bijna 75.500 inwoners. De rivier Kiso stroomt van noordoost naar zuidwest door de stad.
In Japan is Nakatsugawa bekend om de lekkernij kurikinton (栗きんとん), gekookte en daarna gepureerde kastanjes, vermengd met suiker en in bolletjes met het formaat van een kastanje.

## Geschiedenis
Nakatsugawa was in de Edoperiode een halte aan de Nakasendō.
Op 1 april 1951 ontstond de gemeente Nakatsugawa (中津川町, Nakatsugawa-chō) door de samenvoeging van de gemeentes Nakatsu (中津町, Nakatsu-chō) en Naegi (苗木町, Naegi-chō).
Op 1 april 1952 werd Nakatsugawa een stad (shi).
Uitbreidingen van de stad:
- 10 juli 1954 met één dorp;
- 30 september 1956 met één dorp;
- 1 november 1957 met één dorp;
- 15 oktober 1958 met drie dorpen;
- 13 februari 2005 met de gemeentes Sakashita (坂下町, Sakashita-chō), Tsukechi (付知町, Tsukechi-chō) en Fukuoka (福岡町, Fukaoka-chō) plus de dorpen Kawaue (川上村, Kawaue-mura), Kashimo (加子母村, Kashimo-mura), Hirokawa (蛭川村, Hirokawa-mura) en Yamaguchi (山口村, Yamaguchi-mura).

## Bezienswaardigheden
- Magome (馬籠宿, magome-juku), de 43e van de 96 halteplaatsen aan de Nakasendō.

## Verkeer
Nakatsugawa ligt aan de Chūō-hoofdlijn van de Central Japan Railway Company en aan de Akechi-lijn, de enige lijn van de Akechi Spoorwegmaatschappij.
Nakatsugawa ligt aan de Chūō-autosnelweg en aan de autowegen 19, 256, 257 en 363.

## Geboren in Nakatsugawa
- Shimazaki Tōson (島崎 藤村, Shimazaki Tōson), pseudoniem van de schrijver Shimazaki Haruki
- Seison Maeda (前田 青邨, Maeda Seison), pseudoniem van de schilder Maeda Renzō
- Mitsuyo Kusano (草野満代, Kusano Mitsuyo), televisiepresentator
- Junji Ito (伊藤潤二, Itō Junji), mangaka

## Stedenband
Nakatsugawa heeft een stedenband met
- Registro, São Paulo, Brazilië

## Aangrenzende steden
- Ena
- Gero